# Departament del Cesar
Cesar és un departament de Colòmbia.

## Municipis
1. Aguachica
2. Agustin Codazzi
3. Astrea
4. Becerril
5. Bosconia
6. Chimichagua
7. Chiriguana
8. Curumani
9. El Copey
10. El Paso
11. Gamarra
12. Gonzalez, Cesar
13. La Gloria
14. La Jagua Ibirico
15. Manaure Balcon Cesar
16. Pailitas
17. Pelaya
18. Rio de Oro
19. Robles La Paz
20. San Alberto
21. San Diego
22. San Martin
23. Tamalameque
24. Valledupar